# كارلا جوري
كارلا جوري (ولدت في 2 يناير 1985)  ممثلة سويسرية اشتهرت بظهورها في عدة أدوار منها دور الدكتورة آنا ستلين في فيلم بليد رانر 2049 (2017) وفيلم الأراضي الرطبة (2013) وفيلم باولا، وفيلمبريستون (2016).

## نشأتها
نشأت كارلا جوري في أمبرو، وهي قرية في كانتون تيسينو في سويسرا. تعلمت اللغتين الألمانية والإيطالية عندما كانت طفلة وتعلمت الإنجليزية في سن الخامسة عشرة. لعبت في المدرسة لاعبة هوكي الجليد لصالح فريق أمبرو بيوتا، وإس سي ريناتش. درست المسرح في لوس أنجلوس ولندن. بدأت مسيرتها التمثيلية من خلال التنقل بين الاختبارات في برلين ولندن وروما. حافظت على جدول مزدحم في محاولة العثور على عمل مع الاستفادة من لغتها الثلاثية.
درست على يد دوغلاس ماترانغا في لوس أنجلوس من 2005 إلى 2007، شاركت في فرقة مسرح الفنون المسرحية في لوس أنجلوس بين عامي 2007 و 2008، حضرت دروس التمثيل في مركز الممثلين في لندن من عام 2008 إلى عام 2010.

## روابط خارجية
- كارلا جوري على موقع IMDb (الإنجليزية)
- كارلا جوري على موقع مونزينجر (الألمانية)
- كارلا جوري على موقع قاعدة بيانات الأفلام العربية
- كارلا جوري على موقع ألو سيني (الفرنسية)
- كارلا جوري على موقع أول موفي (الإنجليزية)
- كارلا جوري على موقع قاعدة بيانات الأفلام السويدية (السويدية)
- كارلا جوري على موقع قاعدة بيانات الفيلم (الإنجليزية)
- كارلا جوري على موقع كينوبويسك (الروسية)